# 基比拉國家公園
基比拉國家公園是布隆迪西北部的國家公園，橫跨錫比托凱省、布班扎省、卡揚扎省和穆拉姆維亞省，佔地378.7平方公里，北面毗接盧旺達的紐格威國公園。

## 外部連結
- BirdLife International Important Bird Areas Factsheet for Kibira National Park（页面存档备份，存于）